# Chilón kommun
Chilón är en kommun i Mexiko.   Den ligger i delstaten Chiapas, i den sydöstra delen av landet, 800 km öster om huvudstaden Mexico City. Antalet invånare är 111 554.
Följande samhällen finns i Chilón:
- Chilón
- San Antonio Bulujib
- Tacuba Nueva
- Chiquinival
- Aurora Grande
- Tzobojitle Jotoaquil
- Sacún Cubwitz
- Jol Sacún
- Mequeja
- Jol Hic'Batil
- Jet-Já
- Suluphuitz
- Centro Chich
- Juan Sabines Verapaz
- Joybé
- Chabán
- Pamal Navil
- Patatehel
- Tzasibiltic
- Corostic
- Xaxajatic
- Ramosil
- San Marcos Avilés
- Centro Tzó Oljá
- El Duraznal Santa Fe
- Nazareth
- Alán Campo
- Santa Rosa Mamalik
- El Piedrón
- Bethel Yochib
- Xanil
- Pathuitz
- Patbaxil
- Nuevo Progreso
- Xotxotjá las Canchas
- La Pimienta
- Ch'Uchteel
- San Francisco Duraznal
- Gololtón
- Yulubmax
- Guayaza
- San Antonio las Palomas
- Muc'Ulja'
- Tim
- Temó
- Uxyoquet
- El Horizonte
- Ya'Altzemen
- Tiaquil
- Maj Chum
- Coquiltéel 1ra. Sección
- San Martín Cruztón
- Nahilté 3ra. Sección
- Pantemajas
- Pantelhá
- Bahtzibiltic
- Xaquilá
- La Victoria
- Cruz Gabriel
- Tzinteel
- El Edén
- Tzajalchén 1ra. Sección
- Centro Cacualá
- Pamalhá 2da. Sección
- Caquemte'El
- Lázaro Cárdenas
- Wilibjá
- Soteel
- San José el Chapapuyil
- Yocjá
- Canxanil
- La Palma
- Cacateel
- Chico Cacateel
- Sacun Saquilá
- 1ra. Yalxex
- Bajá
- Los Mangos
- Belén
- Jol Paxila
- Cacateel
- Carmen Xaquilá
- Bolontón
- Tzajalucum
- Amaytic
- Yalemesil
- La Sombra Baxil
- Nueva Jerusalén
- Yocnavil
- Puerta Tón
- Carmen San José
- Bahtaj
- Xhanail
- Tzajalá Jericó
- Tunapaz
- Peña Fuerte
- Jolakil
- Bispuiljá
- Masanilja
- Pechtón Icolsijá
- El Sitim
- San Isidro Tulijá
- Paraíso Tulijá
- Segundo Tzajalchén
- Sacún Palma
- La Ilusión
- San Agustín Libertad
- Chi'Jtontik
- Nuevo Jotoaquil
- Banacaxá
- Cololteel
- Banac Chawuc
- Alán Cacualá
- San José Saclumil
- Oxjetjá
- Yaxteljá
- El Paraíso
- Yochibjá
- San Ramón
- K'Lsisal
- Guadalupe Gelwitz
- Ch'Achab
- Chajtetic
- San Juan Bawitz
- Mapil
- Sacún Guadalupe
- Saclumil
- Chichabanteljá
- Nueva Tierra Blanca
- Chutaliljá
- Jet Mesil
- Jotola
- Las Palmas
- Jol Cantelá
- Crucero Chich
- San Miguel Tulijá
- Wolowitz
- Tierra y Libertad
- Sibaqúil
- Jol Chewal
- Centro Majchum
- Cantetic
- Tzajalucum
- San Luis Napilá
- Yaltajtic
- Batzel Pamalhá
- Nichteel
- Chewal Cacateel
- Bawitz Tutziltik
- Choxiltic
- Muc'Aquil
- El Piñal
- Chalamchem
- Cojtomil
- Ba Axupja
- Belisario Domínguez
- Cumbre Nachoj
- Centro Chewal
- San Felipe
- San Juan Chich'Nihtic
- Yoc-Sac'Jún
- Jol Chamenjá
- Xexaljá
- Bahtranca
- Chewal Muquenal
- San Marcos Tulijá
- Elemuxil
- Na-Chij
- Xexal
- Alán K'Antajal
- Benito Juárez
- Samaria
- San Miguel Catarraya
- Bawitz Mango
- Paxilá Antioquía
- La Raya el Limón
- San Gabriel
- Suyalá
- Saquil-Ulub
- Jalalal 1ra. Sección
- Topoteel
- Ujcayil
- El Naranjo Liquilwitz
- Xixintonal
- Jol Catarraya
- Jotolá Belisario Domínguez
- K'Antajtik
- Bawitz Guadalupe
- Betania
- Damasco Majasil
- Paxilá Liquilwitz
- Aurora el Paraíso
- Bapaxilá
- La Libertad
- Juyumpanté
- Santa Rosa
- Achaleljá
- Batzel
- Bapaxilá San Sebastián
- Chapuyil
- Baj-Pus
- Juxuhechej
- Pataliljá
- Majasil
- El Jardín
- Xexal Jocotaquín
- La Cumbre Verapaz
- K'Anjá
- San José Guayaquil
- Baj Muculwitz
- Corralchén
- Argentina
- La Providencia
- Las Limas
- Montepío
- Hidalgo
- Chak Acoljá
- El Refugio
- Golotón la Raya
- Guadalupe Catarraya
- Carmen Tzonep
- Poquil
- La Estancia
- Jol Ashupá
- Guadalupe Itala
- Nuevo Tepeyac
- Nuevo Pechtón